# Borstelloze elektromotor

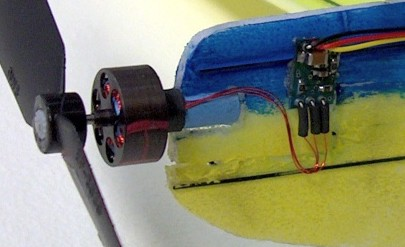
Borstelloze motor

Een borstelloze elektromotor, ook wel ECM (afkorting van Electronically Commutated Motor) genoemd, is een elektromotor zonder koolborstels, waarin de commutatie elektronisch verzorgd wordt. Deze motoren worden vooral toegepast in de modelbouw, ventilatoren, circulatiepompen, zwembadpompen en hydrofoorgroepen.
Naast de gelijkstroommotor met de windingen op de rotor, zijn er ook uitvoeringen waarbij de windingen op de behuizing of stator zijn geplaatst en de magneten op de rotor. Er zijn dan geen koolborstels meer nodig, waardoor vonkvorming en slijtage voorkomen wordt. Wel is het nodig de windingen op het juiste moment een stroom te laten dragen om een resulterend koppel te genereren. Dit wordt gedaan met elektrische commutatie, vaak met een hallsensor die de positie van de rotor meet en elektronica aanstuurt die de juiste polariteit op de windingen zet. Het zijn geïntegreerde oplossingen, waardoor een borstelloze motor net zo gemakkelijk als een gelijkstroommotor kan worden aangestuurd.